# Чемпионат Великобритании по снукеру 2014
Чемпионат Великобритании по снукеру 2014 (англ. 2014 UK Championship, также известен как 2014 Coral UK Championship — по названию спонсора) — профессиональный рейтинговый снукерный турнир, который проходил в Йорке, Англия, с 29 ноября по 7 декабря 2014 года. Это пятый рейтинговый турнир в сезоне 2014/2015.
Победителем стал Ронни О'Салливан, обыгравший в финале Джадд Трампа со счётом 10:9. Ронни О'Салливан выиграл свой пятый титул Чемпионат Великобритании.
Прошлогодний чемпион Нил Робертсон, посеянный под первым номером, выбыл в 1/8 финал, уступив Грэм Дотту со счётом 5:6.
Ронни О'Салливан сделал 109-й официальный максимальный брейк в 1/8 финальной игры с Мэттью Селтом. Это 13-й официальный 147 брейк О'Салливана и также четвёртый максимальный брейк в сезоне 2014/2015.

## Призовой фонд
Ниже указано распределение призового фонда среди участников:

| - Победитель: £150,000 - Финалист: £70,000 - Полуфиналист: £30,000 - Четвертьфиналист: £20,000 - 1/8 финалист: £12,000 - 1/16 финалист: £9,000 - 1/32 финалист: £3,000 | - Высший брейк £4,000 - Максимальный брейк: £40,000 - Общий призовой фонд: £740,000 |